# Limnebius leechi
Limnebius leechi är en skalbaggsart som beskrevs av Perkins 1980. Limnebius leechi ingår i släktet Limnebius och familjen vattenbrynsbaggar. Inga underarter finns listade i Catalogue of Life.